# 天主教昂薩沃-米拉瓜納教區
天主教昂薩沃-米拉瓜納教區（拉丁語：Dioecesis Sinuvitullensis-Miragoanensis）是海地一個羅馬天主教教區，屬太子港總教區。
教區於2008年7月13日成立，位於尼普斯省。2010年有教友350,000人，佔轄區總人口70.0%。教區下轄廿五個堂區，有廿七名司鐸。現任教區主教為伯多祿-安德肋·杜馬。